# العناصر (برج بوعريريج)
بلدية العناصر بلدة وبلدية تابعة لدائرة برج الغدير في ولاية برج بوعريرج بالجزائر.

## وصلات خارجية
the B-Boy Crew from Galbois